# Transfer (fotbal)
În fotbal, un transfer reprezintă acțiunea unui jucător de a-și schimba clubul la care activează. De obicei, pentru un jucător care are semnat contract cu un club și este transferat la alt club, se plătește un anumit preț numit „sumă de transfer”.
În general, jucătorii pot transferați de la un club la altul doar în timpul unei perioade anumite numită „fereastră de transferuri” sau mercato, care este definită prin regulament de către organismele de conducere a fotbalului internațional, dar și cel local din fiecare asociație în parte. Pe durata anului sunt două ferestre de transferuri: principala este — mercato de vară (care durează între 1 iulie și 1 septembrie) și mercato de iarnă (pe durata lunii ianuarie).
Un tip special de transfer este împrumutul, care permite temporar fotbalistului să evolueze la un alt club decât la cel cu care este sub contract, cu revenirea la clubul său de bază la expirarea termenului de împrumut.
De asemenea în fotbal pot fi transferați și antrenorii, acest lucru se întâmplă însă mult mai rar.
Clubul francez Paris Saint Germain, deține recordul de achiziție a celui mai scump jucător din lume, Neymar da Silva Santos Júnior(Neymar), pe care l-a cumpărat de la Fc Barcelona în data de 3 august 2017 cu  o sumă de 222 de milioane de euro.

## Cele mai scumpe transferuri
Conform situației la 20 mai 2025.
     Suma de transfer a bătut recordul mondial la momentul transferului
     Suma de transfer a bătut recordul național
     Suma de transfer a bătut recordul pentru un sud-american
     Suma de transfer a bătut recordul pentru un jucător tânăr

### Jucători
Lista conține noua transferuri care au bătut recordul mondial la transferuri, și anume: Neymar Jr
, Paul Pogba, Gareth Bale, Cristiano Ronaldo, Kaká, Zinedine Zidane, Luís Figo, Hernán Crespo și Christian Vieri, Pogba semnând cu un club englez, următorii cinci cu cluburi spaniole, iar ultimii doi cu cluburi italiene. Doi dintre jucătorii listați mai jos au devenit cei mai scumpi tineri jucători din istorie, la vremea transferului lor: Wayne Rooney și Anthony Martial; ambii semnând cu clubul englez Manchester United.
| Loc | Jucător               | De la                  | La                  | Poziție  | Suma de transfer (mln €) | Suma de transfer (mln £) | An   | Ref.          |
| --- | --------------------- | ---------------------- | ------------------- | -------- | ------------------------ | ------------------------ | ---- | ------------- |
| 1   | Neymar                | Barcelona              | Paris Saint-Germain | Atacant  | €222                     | £200                     | 2017 | [ 1 ] [ 2 ]   |
| 2   | Kylian Mbappé         | Monaco                 | Paris Saint-Germain | Atacant  | €180                     | £163                     | 2018 | [ 3 ]         |
| 3   | Philippe Coutinho     | Liverpool              | Barcelona           | Mijlocaș | €145                     | £105                     | 2018 | [ 4 ]         |
| 4   | João Félix            | Benfica                | Atlético Madrid     | Atacant  | €126                     | £112,9                   | 2019 | [ 5 ]         |
| 5   | Enzo Fernández        | Benfica                | Chelsea             | Mijlocaș | €121                     | £106,8                   | 2023 | [ 6 ]         |
| 6   | Antoine Griezmann     | Atlético Madrid        | Barcelona           | Atacant  | €120                     | £107                     | 2019 | [ 7 ]         |
| 7   | Jack Grealish         | Aston Villa            | Manchester City     | Mijlocaș | €117                     | £100                     | 2021 | [ 8 ]         |
| 8   | Declan Rice           | West Ham United        | Arsenal             | Mijlocaș | €116,6                   | £100                     | 2023 | [ 9 ]         |
| 9   | Moisés Caicedo        | Brighton & Hove Albion | Chelsea             | Mijlocaș | €116,2                   | £100                     | 2023 | [ 10 ]        |
| 10  | Romelu Lukaku         | Inter Milano           | Chelsea             | Atacant  | €115                     | £97,5                    | 2021 | [ 11 ]        |
| 11  | Ousmane Dembélé       | Borussia Dortmund      | Barcelona           | Atacant  | €105                     | £97                      | 2017 | [ 12 ]        |
| 11  | Paul Pogba            | Juventus               | Manchester United   | Mijlocaș | €105                     | £89                      | 2016 | [ 13 ] [ 14 ] |
| 13  | Jude Bellingham       | Borussia Dortmund      | Real Madrid         | Mijlocaș | €103                     | £88,5                    | 2023 | [ 15 ]        |
| 14  | Eden Hazard           | Chelsea                | Real Madrid         | Atacant  | €100                     | £89                      | 2019 | [ 16 ]        |
| 14  | Cristiano Ronaldo     | Real Madrid            | Juventus            | Atacant  | €100                     | £88                      | 2018 | [ 17 ]        |
| 14  | Harry Kane            | Tottenham Hotspur      | Bayern Munchen      | Atacant  | €100                     | £86,4                    | 2023 | [ 18 ] [ 19 ] |
| 14  | Gareth Bale           | Tottenham Hotspur      | Real Madrid         | Atacant  | €100                     | £86                      | 2013 | [ 20 ]        |
| 18  | Antony                | Ajax                   | Manchester United   | Atacant  | €95                      | £82                      | 2022 | [ 21 ]        |
| 19  | Cristiano Ronaldo     | Manchester United      | Real Madrid         | Atacant  | €94                      | £80                      | 2009 | [ 22 ] [ 23 ] |
| 20  | Joško Gvardiol        | RB Leipzig             | Manchester City     | Fundaș   | €90                      | £77                      | 2023 | [ 24 ]        |
| 20  | Neymar                | Paris Saint-Germain    | Al Hilal            | Atacant  | €90                      | £77                      | 2023 | [ 25 ]        |
| 20  | Gonzalo Higuaín       | Napoli                 | Juventus            | Atacant  | €90                      | £75.3                    | 2016 | [ 26 ]        |
| 23  | Harry Maguire         | Leicester City         | Manchester United   | Fundaș   | €87                      | £80                      | 2019 | [ 27 ]        |
| 24  | Romelu Lukaku         | Everton                | Manchester United   | Atacant  | €85                      | £75                      | 2017 | [ 28 ]        |
| 24  | Jadon Sancho          | Borussia Dortmund      | Manchester United   | Mijlocaș | €85                      | £73                      | 2021 | [ 29 ]        |
| 26  | Virgil van Dijk       | Southampton            | Liverpool           | Fundaș   | €84,5                    | £75                      | 2018 | [ 30 ]        |
| 27  | Kai Havertz           | Bayer Leverkusen       | Chelsea             | Mijlocaș | €84                      | £71                      | 2020 | [ 31 ]        |
| 28  | Luis Suárez           | Liverpool              | Barcelona           | Atacant  | €82,3                    | £65                      | 2014 | [ 32 ]        |
| 29  | Wesley Fofana         | Leicester City         | Chelsea             | Fundaș   | €80,5                    | £70                      | 2022 | [ 33 ]        |
| 30  | Romelu Lukaku         | Manchester United      | Inter Milano        | Atacant  | €80                      | £74                      | 2019 | [ 34 ]        |
| 30  | Nicolas Pépé          | Lille                  | Arsenal             | Mijlocaș | €80                      | £72                      | 2019 | [ 35 ]        |
| 30  | Kepa Arrizabalaga     | Athletic Bilbao        | Chelsea             | Portar   | €80                      | £71,6                    | 2018 | [ 36 ]        |
| 30  | Aurélien Tchouaméni   | Monaco                 | Real Madrid         | Mijlocaș | €80                      | £69,4                    | 2022 | [ 37 ]        |
| 30  | Lucas Hernandez       | Atlético Madrid        | Bayern Munchen      | Fundaș   | €80                      | £68                      | 2019 | [ 38 ]        |
| 30  | Darwin Núñez          | Benfica                | Liverpool           | Atacant  | €80                      | £64                      | 2022 | [ 39 ]        |
| 36  | Jhon Durán            | Aston Villa            | Al Nassr            | Atacant  | €77                      | £64,5                    | 2025 | [ 40 ]        |
| 37  | Zinedine Zidane       | Juventus               | Real Madrid         | Mijlocaș | €76                      | £46,6                    | 2001 | [ 41 ] [ 42 ] |
| 38  | Ángel Di María        | Real Madrid            | Manchester United   | Atacant  | €75,6                    | £59,7                    | 2014 | [ 43 ]        |
| 39  | Kai Havertz           | Chelsea                | Arsenal             | Mijlocaș | €75,3                    | £65                      | 2023 | [ 44 ]        |
| 40  | Matthijs de Ligt      | Ajax                   | Juventus            | Fundaș   | €75                      | £67,5                    | 2019 | [ 45 ]        |
| 40  | Frenkie de Jong       | Ajax                   | Barcelona           | Mijlocaș | €75                      | £65                      | 2019 | [ 46 ]        |
| 40  | Julián Álvarez        | Manchester City        | Atlético Madrid     | Atacant  | €75                      | £64.4                    | 2024 | [ 47 ]        |
| 40  | Randal Kolo Muani     | Eintracht Frankfurt    | Paris Saint-Germain | Atacant  | €75                      | £64,2                    | 2023 | [ 48 ] [ 49 ] |
| 40  | Rasmus Højlund        | Atalanta               | Manchester United   | Atacant  | €75                      | £64                      | 2023 | [ 50 ]        |
| 40  | James Rodríguez       | Monaco                 | Real Madrid         | Mijlocaș | €75                      | £63                      | 2014 | [ 51 ]        |
| 40  | Kevin De Bruyne       | VfL Wolfsburg          | Manchester City     | Mijlocaș | €75                      | £55                      | 2015 | [ 52 ]        |
| 46  | Arthur                | Barcelona              | Juventus            | Mijlocaș | €72                      | £66                      | 2020 | [ 53 ]        |
| 48  | Victor Osimhen        | Lille                  | Napoli              | Atacant  | €70                      | £65                      | 2020 | [ 54 ]        |
| 48  | Thomas Lemar          | Monaco                 | Atlético Madrid     | Mijlocaș | €70                      | £63                      | 2018 | [ 55 ]        |
| 48  | Rodri                 | Atlético Madrid        | Manchester City     | Mijlocaș | €70                      | £63                      | 2019 | [ 56 ]        |
| 48  | Alexander Isak        | Real Sociedad          | Newcastle United    | Atacant  | €70                      | £63                      | 2022 | [ 57 ]        |
| 48  | Alisson               | Roma                   | Liverpool           | Portar   | €70                      | £62.2                    | 2018 | [ 58 ]        |
| 48  | Mihailo Mudrik        | Șahtar Donețk          | Chelsea             | Atacant  | €70                      | £62                      | 2023 | [ 59 ]        |
| 48  | Casemiro              | Real Madrid            | Manchester United   | Mijlocaș | €70                      | £60                      | 2022 | [ 60 ]        |
| 48  | Dominik Szoboszlai    | RB Leipzig             | Liverpool           | Mijlocaș | €70                      | £60                      | 2023 | [ 61 ]        |
| 48  | Sandro Tonali         | Milan                  | Newcastle United    | Mijlocaș | €70                      | £60                      | 2023 | [ 62 ]        |
| 48  | Khvicha Kvaratskhelia | Napoli                 | Paris Saint-Germain | Atacant  | €70                      | £59                      | 2025 | [ 63 ]        |
| 48  | Omar Marmoush         | Eintracht Frankfurt    | Manchester City     | Atacant  | €70                      | £59                      | 2025 | [ 64 ]        |
| 48  | Dušan Vlahović        | Fiorentina             | Juventus            | Atacant  | €70                      | £58,3                    | 2022 | [ 65 ]        |

### Antrenori

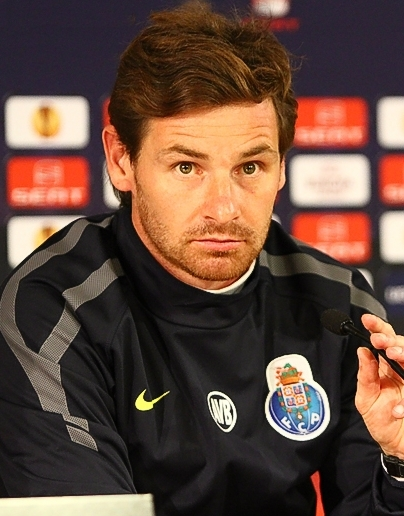
André Villas-Boas a fost cumpărat de Chelsea de la Porto pentru o sumă record în 2012.

| Poziție | Antrenor          | De la                | La               | Suma de transfer (mln £) | Suma de transfer (mln €) | An   |
| ------- | ----------------- | -------------------- | ---------------- | ------------------------ | ------------------------ | ---- |
| 1       | André Villas-Boas | Porto                | Chelsea          | £13.3                    | €15                      | 2011 |
| 2       | José Mourinho     | Inter                | Real Madrid      | £6.8                     | €8                       | 2010 |
| T-3     | Mark Hughes       | Blackburn Rovers     | Manchester City  | £5                       | €6.2                     | 2008 |
| T-3     | Brendan Rodgers   | Swansea City         | Liverpool        | £5                       | €6.2                     | 2012 |
| 5       | Manuel Pellegrini | Villarreal           | Real Madrid      | £3.4                     | €4                       | 2009 |
| 6       | Carlo Ancelotti   | PSG                  | Real Madrid      | £3.3                     | €3.8                     | 2013 |
| T-7     | Steve Bruce       | Birmingham City      | Wigan Athletic   | £3                       | €3.4                     | 2007 |
| T-7     | Steve Bruce       | Wigan Athletic       | Sunderland       | £3                       | €3.4                     | 2009 |
| 8       | Leonardo Jardim   | Sporting CP          | Monaco           | £2.3                     | €3                       | 2014 |
| T-10    | Harry Redknapp    | Portsmouth           | Tottenham        | £2                       | €2.5                     | 2008 |
| T-10    | Roberto Martinez  | Swansea City         | Wigan Athletic   | £2                       | €2.5                     | 2009 |
| T-10    | Tony Mowbray      | West Bromwich Albion | Celtic           | £2                       | €2.5                     | 2009 |
| T-10    | Roy Hodgson       | Fulham               | Liverpool        | £2                       | €2.5                     | 2010 |
| T-14    | Alex McLeish      | Birmingham City      | Aston Villa      | £2                       | €2.2                     | 2011 |
| T-14    | Roberto Martínez  | Wigan Athletic       | Everton          | £2                       | €2.2                     | 2013 |
| 16      | José Mourinho     | Porto                | Chelsea          | £1.7                     | €2.5                     | 2004 |
| T-17    | Martin O'Neill    | Leicester City       | Celtic           | £1                       | €1.1                     | 2000 |
| T-17    | David Moyes       | Preston North End    | Everton          | £1                       | €1.1                     | 2002 |
| T-17    | Alex McLeish      | Scoția               | Birmingham City  | £1                       | €1.1                     | 2007 |
| T-17    | Owen Coyle        | Burnley              | Bolton Wanderers | £1                       | €1.1                     | 2010 |
| T-17    | Chris Hughton     | Birmingham City      | Norwich City     | £1                       | €1.1                     | 2012 |